# عبدالوهاب امینی خراجی
عبدالوهاب امینی خراجی سیاست‌مدار ایرانی بود، که در  دوره بیست و یکم   بعنوان نماینده میناب در مجلس شورای ملی حضور داشت.